# Potestas
Potestas est un terme latin qui signifie « puissance », « pouvoir ». Il désignait plus particulièrement les pouvoirs d'un magistrat romain, notamment sous la République romaine, selon le droit romain. Theodor Mommsen précise que « la puissance publique est appelée, chez les Romains, à la fois imperium et potestas ». On parle aussi de potestas pour le pouvoir du pater familias.

## Lapotestaschez les magistrats
Chaque magistrat républicain détient certains pouvoirs constitutionnels (potestas), qui comprennent l’imperium, la coercitio et l’auspicia (pouvoirs religieux). Ces pouvoirs sont équilibrés par plusieurs contraintes constitutionnelles, incluant la collégialité (collega), le droit des citoyens d’en appeler au peuple (provocatio) et une division constitutionnelle des pouvoirs (provincia).
La potestas est le pouvoir général de tous les magistrats, aussi bien ceux détenteurs de l’imperium (on dit aussi bien consularis potestas que consulare imperium), que ceux qui ne détiennent pas l’imperium : les tribuns de la plèbe (tribunicia potestas), les censeurs (censoria potestas), les édiles (ædilicia potestas) et les questeurs (quæstoria potestas). Bien qu'on mette parfois en opposition l’imperium et la potestas, le premier induit le second, et seuls les hauts magistrats (consuls, préteurs et magistrats extraordinaires) possèdent les deux. Dans la langue courante, par abus, on désigne les magistrats supérieurs par cum imperio (avec imperium) et les magistrats inférieurs par cum potestate (avec potestas).
Chaque magistrat romain est investi d’une partie plus ou moins importante du pouvoir, et ainsi tous les magistrats ont un certain rang de pouvoir (maior potestas ou « pouvoirs majeurs »). Les magistrats avec plus de pouvoir surpassent ceux qui en ont moins. Les dictateurs possèdent plus de pouvoirs que n’importe quel autre magistrat. Après le dictateur, c'est le censeur, puis le consul, le préteur, l'édile et enfin le questeur. Chaque magistrat peut seulement bloquer par son veto une action prise par un magistrat de rang égal ou inférieur au sien. Par conséquent, aucun magistrat ne peut s’opposer par son veto aux décisions du Sénat ou des assemblées.
Chaque magistrat ordinaire peut faire obstruction (veto) à une action qui est prise par un magistrat d'un rang égal ou inférieur. Si cette obstruction se produit entre deux magistrats ayant les mêmes pouvoirs (comme deux préteurs), on appelle alors cela par potestas. Cette forme d'obstruction n'est pas un veto, c'est alors une opposition pure et simple. Si cette obstruction se produit contre un magistrat ayant moins de pouvoir (tel un consul agissant contre un préteur), on appelle alors cela l'intercessio. Dans ce cas, le magistrat oppose son pouvoir supérieur (maior potestas) pour annuler les actes d'un magistrat inférieur.
La maior potestas du consul est illustrée par douze licteurs qui accompagnent chaque consul. Les consuls ont un pouvoir suprême à la fois en ce qui concerne les domaines civil et militaire. Le pouvoir suprême du consul est une conséquence du fait qu'aucun magistrat ordinaire ne détient un plus haut rang de maior potestas que le consul (autre que le censeur, qui n'a pas d’imperium).

## Lapotestasà l'époque impériale
Lorsque l'Empire est instauré, l’imperium proconsulaire donne à l'empereur l'autorité sur l'appareil militaire romain et ses pouvoirs tribuniciens (potestas tribunicia) lui procurent les pouvoirs sur l'appareil civil romain.
À partir des réformes de Dioclétien et de Constantin, qui ont pour conséquence de militariser la fonction publique romaine, l'exercice de la potestas est matérialisé par le port du Cingulum, ceinture portée au départ par les commandants de troupes uniquement.

## Survivance de lapotestasdans les royaumes romano-germaniques et au-delà
Les Regna germaniques légalement installés sur les terres publiques de l'empire sont totalement intégrés dans le système romain de la Potestas. Administrateurs, au nom du Princeps, de la Belgique Seconde, Childéric Ier et son fils Clovis Ier disposent des pouvoirs consulaires dans cette province, et à ce titre, ils disposent, comme représentants du Princeps et donc porteurs du Cingulum, de la Potestas Principalis sur cette province.

## Laplena potestas
En droit romain, la plena potestas est un contrat de mandat à titre gratuit, par lequel un mandataire s’oblige envers son mandant à gérer une affaire ou à rendre un service. Le mandat s’est développé à partir du IIe siècle avant notre ère dans un contexte où les Romains étaient souvent absents, pour de longues campagnes militaires ou pour la gestion de leurs affaires. On trouve mention de la plena potestas dans une constitution de l’empereur Alexandre Sévère.
Pendant la période médiévale, la plena potestas est utilisée en droit public par les gouvernants pour en doter les agents à leur service, pour leur permettre d'agir en leur nom dans les limites qu'ils leur fixent dans le mandat.

## Sources